# Frontera entre Lituània i Letònia

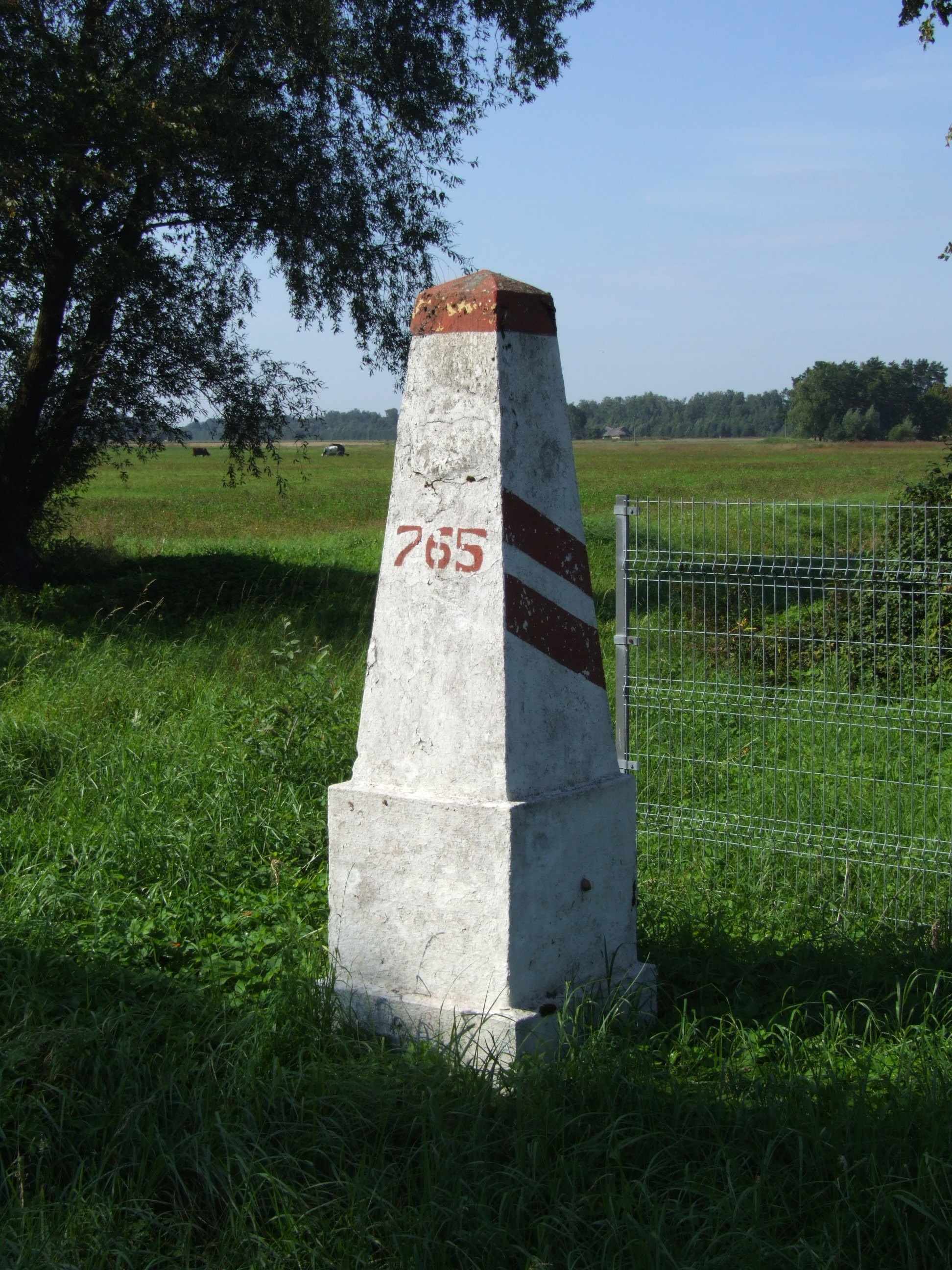
Pas fronterer a la frontera lituano-letona

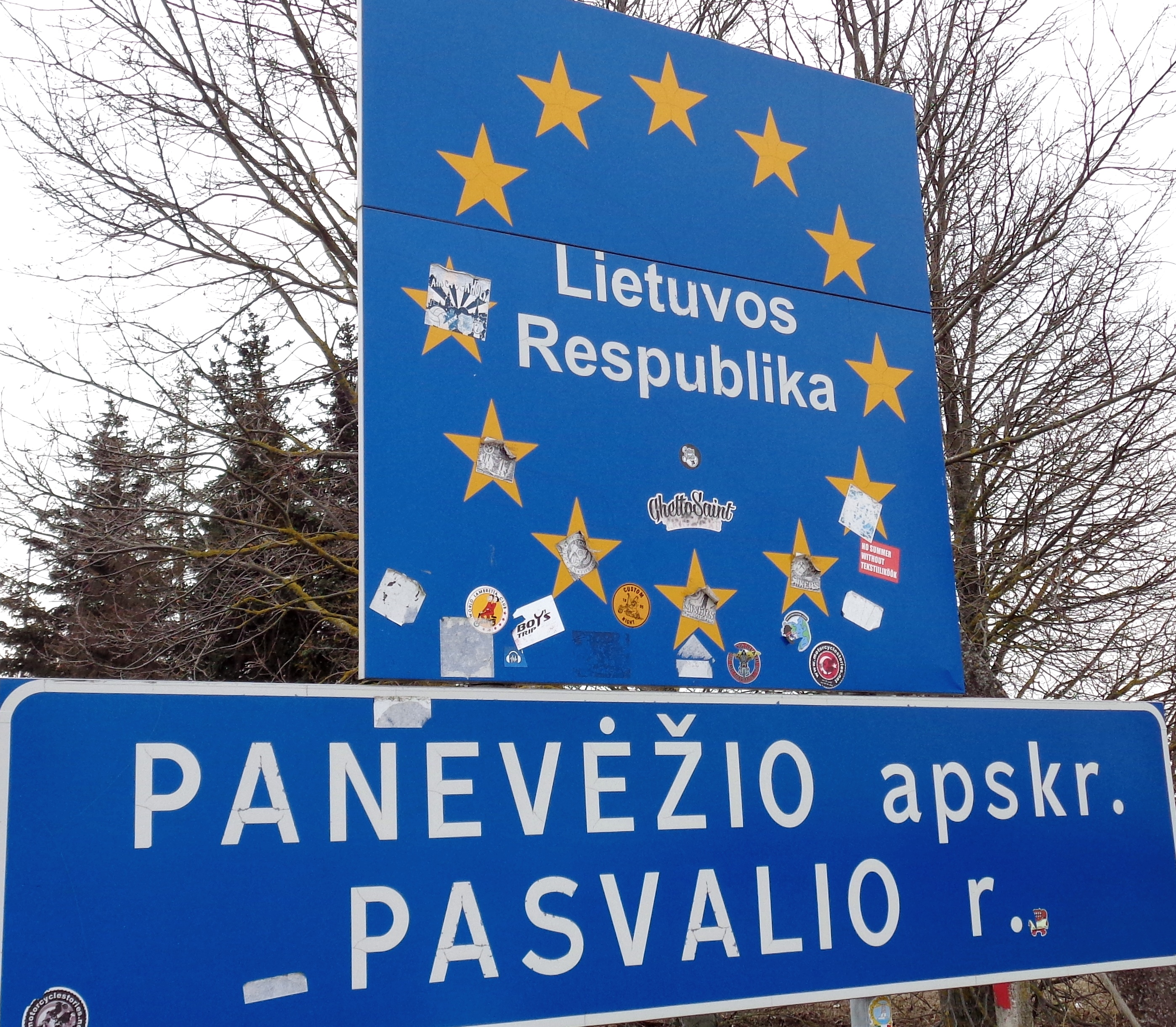
Senyal fronterer lituà vora Šalnaičiai

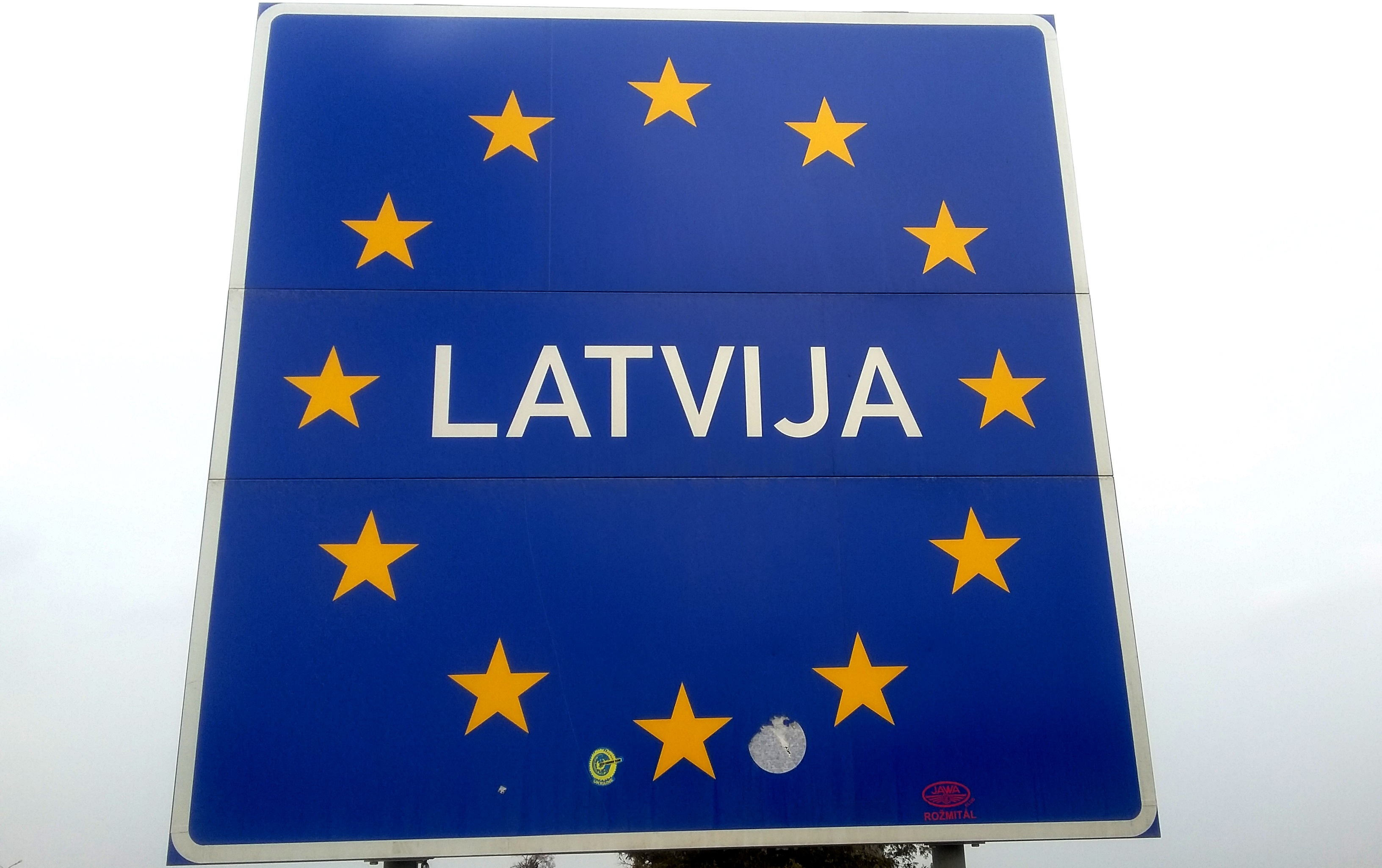
Senyal fronterer letó vora Grenctāle

La frontera entre Lituània i Letònia és la frontera estatal entre Letònia i Lituània. La longitud de la frontera terrestre és de 588,1 kilòmetres amb 22,2 kilòmetres més de la frontera marítima.
La frontera s'inicia al trifini amb Belarús al nord del Llac Drūkšiai (55° 40′ 50.17″ N, 26° 37′ 49.79″ E / 55.6806028°N,26.6304972°E) i s'estén fins a la costa de la mar Bàltic on acaba entre Palanga i Rucava. Durant 30 quilometres (19 mi) la frontera segueix el curs del riu Šventoji.

## Història
La frontera va començar a existir el 1918, quan ambdós estats van proclamar la seva independència de l'Imperi Rus. Hi va haver disputes sobre la ubicació exacta de la frontera, però es van establir després d'uns quants anys. Aquestes disputes relacionades amb els llocs on les velles fronteres de la província russa no seguien la distribució lingüística ni els ferrocarrils.
La frontera es va extingir parcialment amb la incorporació a la Unió Soviètica, ja que es va convertir en una frontera estatal interna. En aquell moment, es va ampliar, ja que l'àrea de Vilnius va ser reincorporada a Lituània. La frontera internacional va ser restaurada per la independència el 1991. Després de llargues negociacions, al juliol de 1999, la frontera entre aigües territorials es dibuixa com una línia recta entre aproximadament 56° 04′ 08.9″ N, 21° 03′ 51.47″ E / 56.069139°N,21.0642972°E i 56° 02′ 43.5″ N, 20° 42′ 35.0″ E / 56.045417°N,20.709722°E.

## Passos fronterers
Tots dos països són membres de zona Schengen, de manera que el control de la frontera no es realitza i la frontera es pot creuar a qualsevol lloc. Es van unir a la zona Schengen en 2007. Entre 1991 i 2007 hi havia punts de control frontereres entre ambdós països, que ara estan abandonats.